# Neoplan Centroliner
Neoplan Centroliner är en serie låggolvsbussar tillverkade av Neoplan, främst avsedda för stadstrafik.
De finns som tvåaxlade korta och normallånga bussar, som treaxlade boggi- och ledbussar samt som treaxlade dubbeldäckare.

## Historia
Neoplan Centroliner-serien tillverkades mellan 1997 och 2009 och var de första två modellåren testbussar/prototyper. I slutet av 1998 började de serietillverkas och kallades Neoplan N44xx. 2003 kom en ny generation kallad Neoplan N45xx eller Centroliner Evolution som baserades på samtida MAN Lion's City. De ersatte kortbussarna N4411 och N4413 samt normalbussen N4416, boggibussen N4420 och ledbussen N4421 med nya motsvarigheter. De två kortaste varianterna, dubbeldäckarvarianterna samt landsvägsversionen N4416Ü slutade att tillverkas 2006 medan N45xx slutade tillverkas 2009.

## Teknik
Chassit på första generationens Centroliner (N44xx) har stora likheter med chassit på vissa varianter av de allra sista årgångarna av föregångarna i Neoplan N40xx som tillverkades parallellt med Centroliner som ett billigare alternativ fram till och med årsmodell 1999.
Chassit och karossen på samtliga varianter av den efterföljande generationen (N45xx) är i princip samma som på samtida MAN Lion's City, sånär som på vissa designskillnader på karossen, såsom front, bakparti och delar av inredningen. Samtliga generationer av Neoplan Centroliner tillverkades i Tyskland, dels i Stuttgart men även i Plauen och Pilsting. Senaste generationen tillverkades även på MAN:s anläggning i Salzgitter.
På första generationens Centroliner är motorerna hos de allra flesta varianter längsmonterade asymmetriskt längst bak i det bakre överhänget på vänster sida i färdriktningen, antingen stående eller liggande monterade. Den första generationens dubbeldäckare har drivlinan symmetriskt monterad mittemellan de bakersta och frirullande hjulen i boggiaxeln. Centroliner av första generationen fanns både i höger- och vänsterstyrt utförande och såldes både i Europa och Asien.
Några specialbyggda, högerstyrda ledbussar av typ Neoplan N4421 avsedda för skytteltrafik på London-Stansteds flygplats hade stående tvärställda motorer för att ge plats åt ett extra dörrpar bakom bakersta axeln på vänstra sidan.
Centroliner Evolution såldes endast i Europa och Dubai och fanns endast i vänsterstyrt utförande.

## Varianter

### Centroliner (98–06)
- Neoplan N4407 – 8,7 meter lång kortbuss med 2,35 meters bredd.
- Neoplan N4409 – 9,6 meter lång kortbuss med 2,35 meters bredd.
- Neoplan N4411 – 10,2 meter lång kortbuss med 2,5 meters bredd.
- Neoplan N4413 – 10,85 meter lång kortbuss med 2,5 meters bredd.
- Neoplan N4416 – 12 meter lång buss med 2,5 meters bredd.
- Neoplan N4416Ü – Landsvägsbuss (überlandbus) (12 meter lång och 2,5 meter bred).
- Neoplan N4420 – 14,7 meter lång boggibuss med 2,5 meters bredd.
- Neoplan N4421 – 18 meter lång ledbuss med 2,5 meters bredd.
- Neoplan N4426 – 12 eller 13,85 meter lång dubbeldäckare med 2,5 meters bredd.

### Centroliner Evolution (03–09)
- Neoplan N4509 – 10,5 meter lång kortbuss med 2,5 meters bredd.
- Neoplan N4516 – 12 meter lång buss med 2,5 meters bredd.
- Neoplan N4520 – 14,7 meter lång boggibuss med 2,5 meters bredd.
- Neoplan N4521 – 18 meter lång ledbuss med 2,5 meters bredd.
- Neoplan N4522 – 18,75 meter lång ledbuss med 2,5 meters bredd.
- Neoplan N4526 – 13,73 meter lång dubbeldäckare med 2,5 meters bredd, specialbeställda och byggda i 170 exemplar för RTA Dubai.

## I svensk linjetrafik
I Sverige har bussarna främst varit vanliga i Uppsala, där Gamla Uppsala Buss haft bussar som N4411 (3 st, 360–362, införskaffade 2000 och sålda till Göteborgs spårvägar 2002), N4416 (16 st, 370–385, införskaffade 2001–2002 samt avyttrade i tre etapper 2011, 2012 och 2015), N4421 (7 st, 270–276, införskaffade 2002 och avyttrade 2011–2012), N4516 (8 st, 386–393, införskaffade 2006 och avyttrade 2015) och N4521 CNG (4 st, 101–104, införskaffade 2006 och avyttrade 2017). Busslink i Örebro län har haft några N4420 boggibussar. Ett antal korta bussar i form av N4409 och N4411 har förekommit hos Nobina och Busslink i Mälardalen. Hos Västtrafik har Borås Lokaltrafik haft ett antal N4409. Göteborgs spårvägar har haft två stycken N4407 (GS 4–5), vilka de köpte nya 2002 samt tre stycken N4411 av 2000 års modell (f.d. GUB 360–362), vilka de köpte in begagnade av Gamla Uppsala Buss våren 2002 (nya inventarienummer 1–3). Dalatrafik, Hallandstrafiken och Värmlandstrafik har haft ett antal N4409 i sin trafik. Westin Buss i Stockholm hade två Neoplan Centroliner; en N4416 från 2002 och en N4516 från 2005. F.d. Gamla Uppsala Buss 101–104 såldes 2017 till Swedavia i Arlanda för att där användas som skyttelbussar. I övrigt är alla varianter av Neoplan Centroliner sedan dess helt utfasade från reguljär linjetrafik i Sverige.

## Galleri

### Centroliner

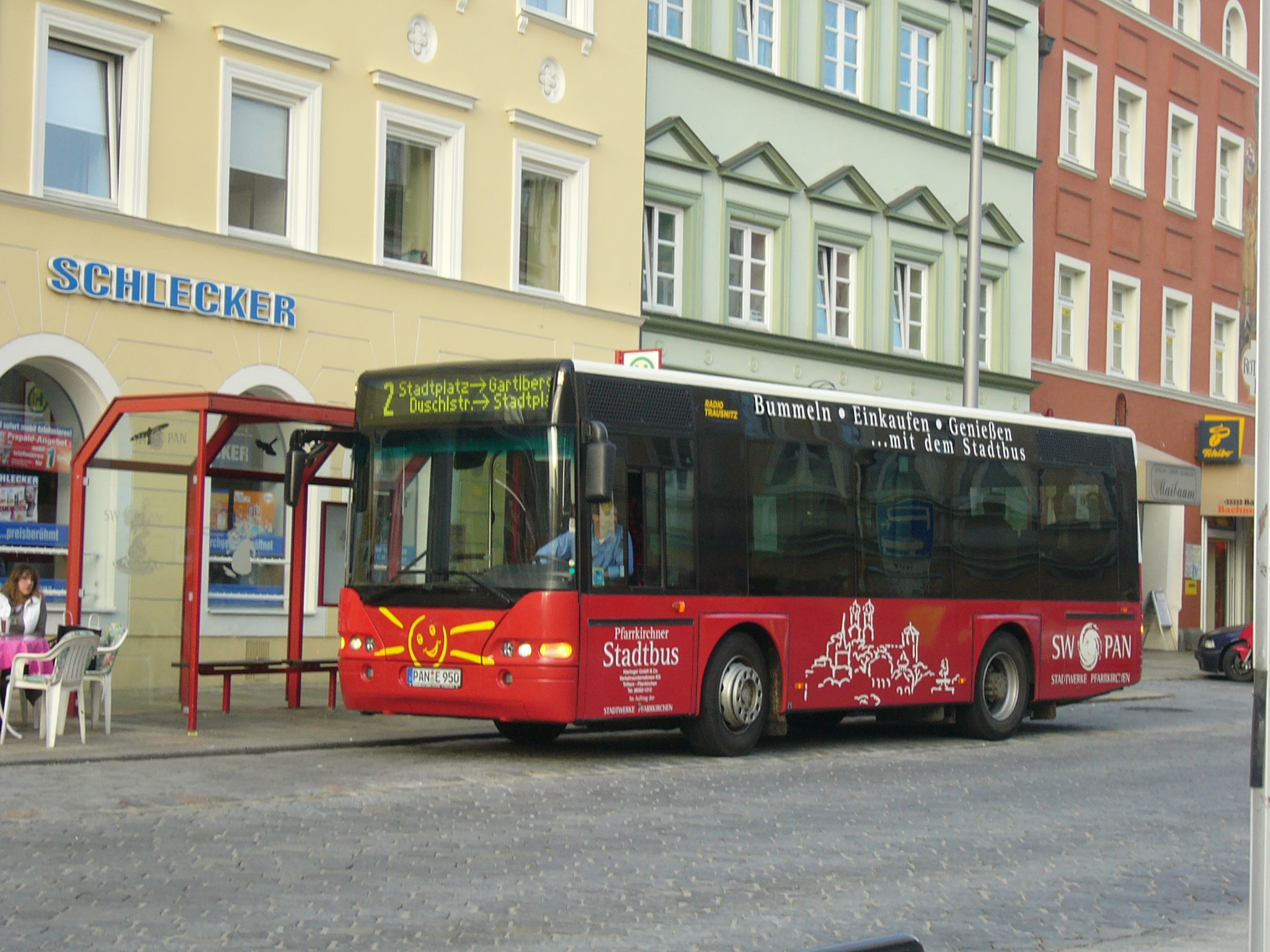
Neoplan N4407.
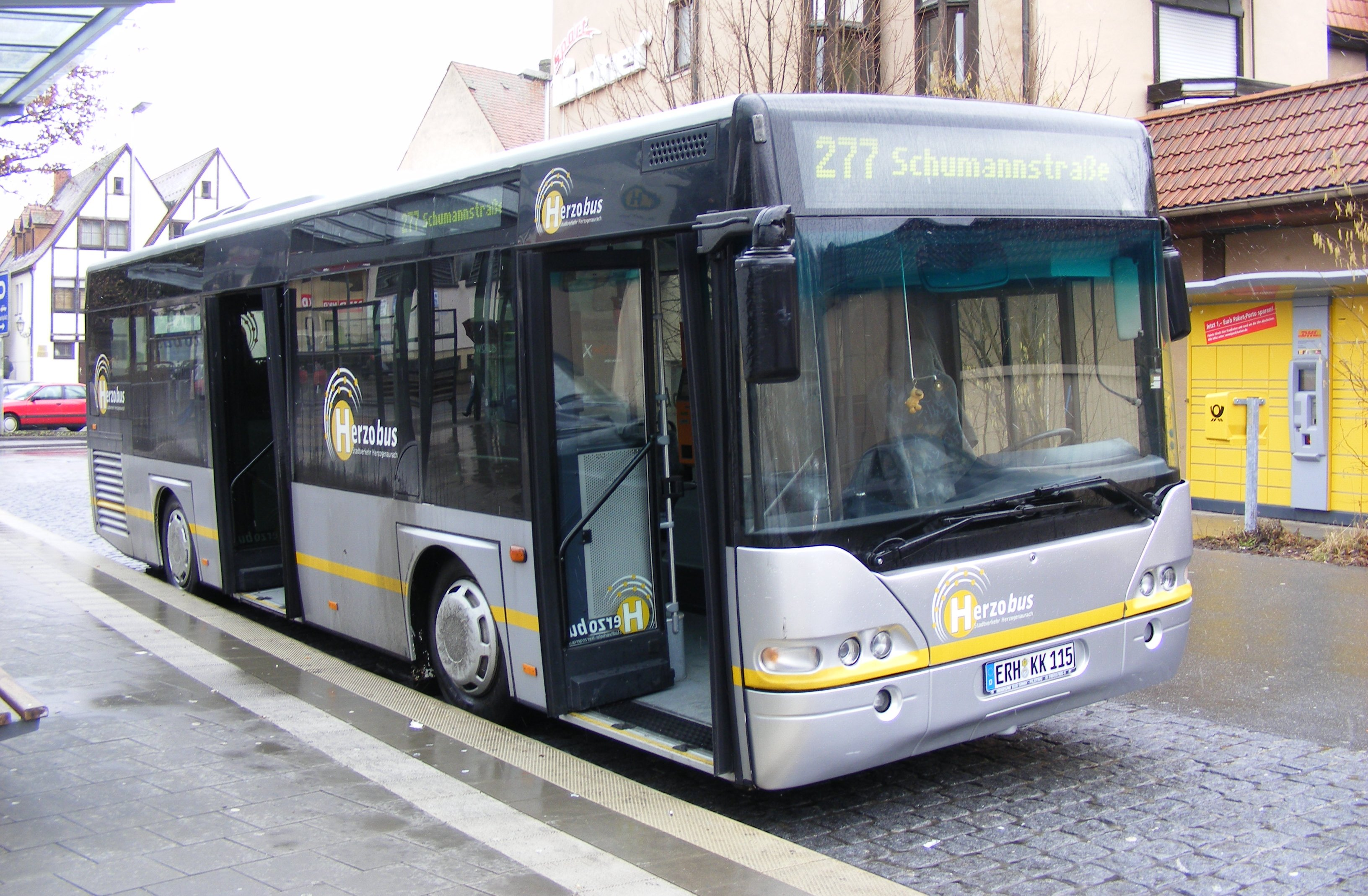
Neoplan N4411.
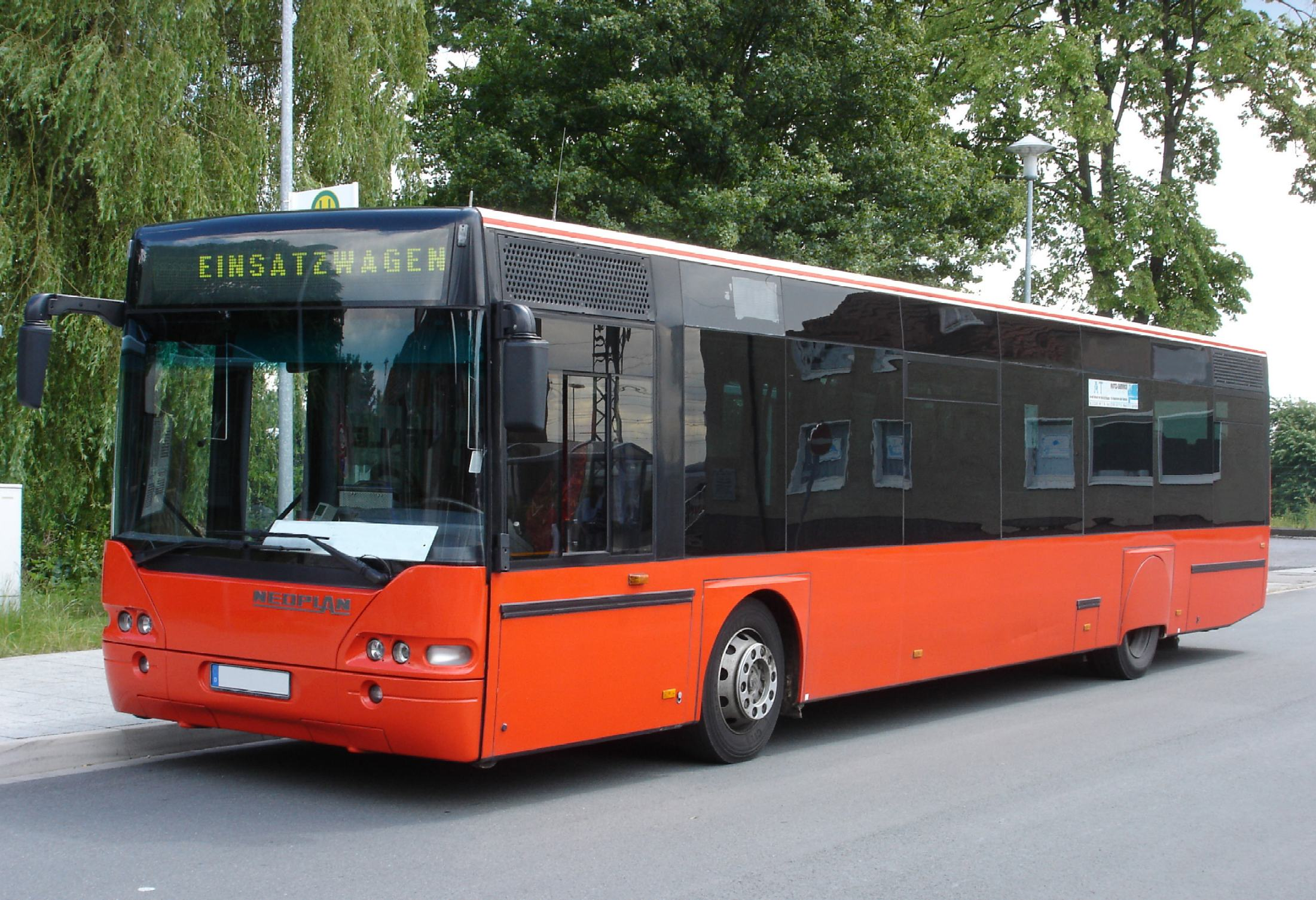
Neoplan N4416.
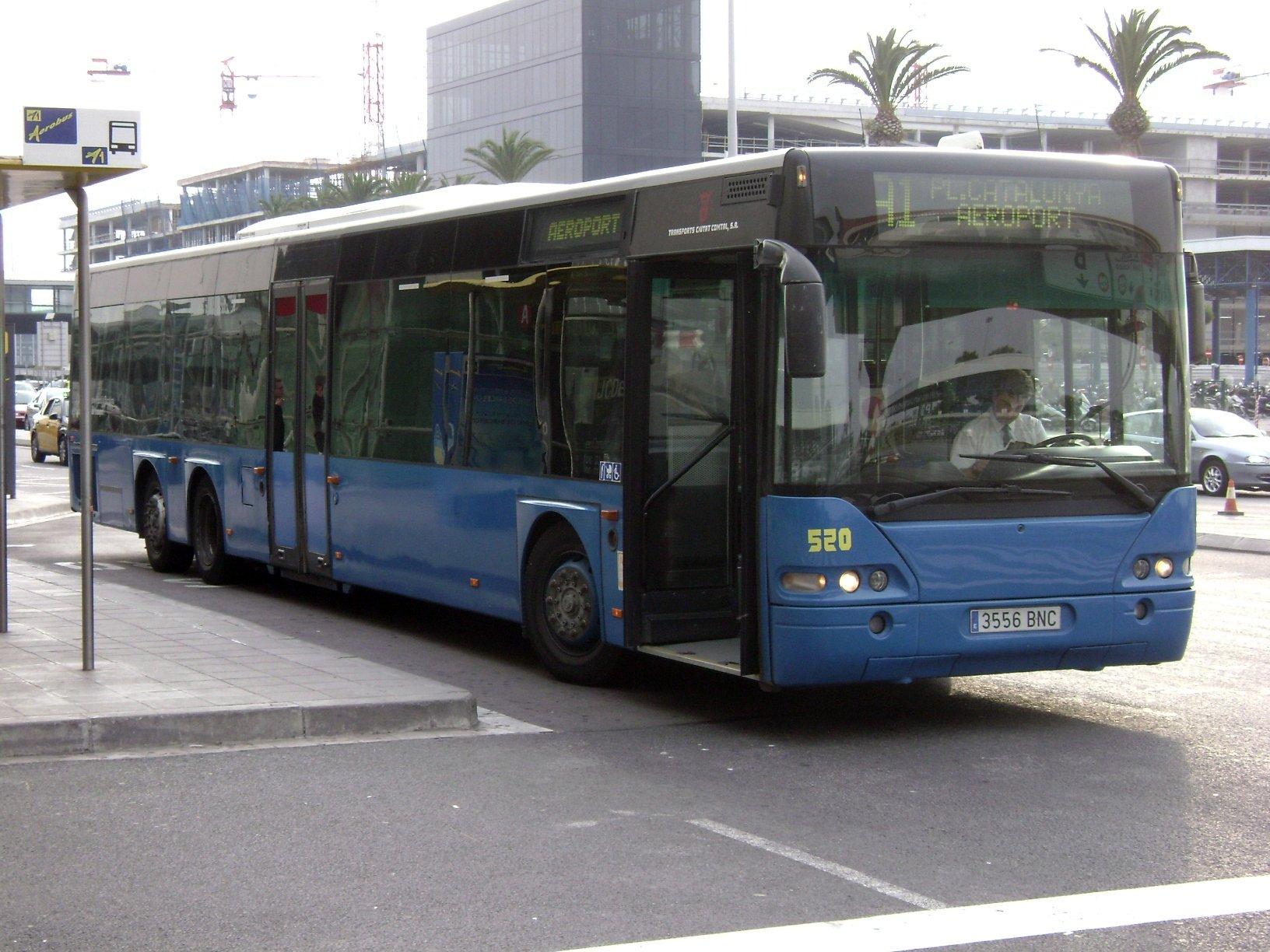
Neoplan N4420 på Barcelonas flygplats.
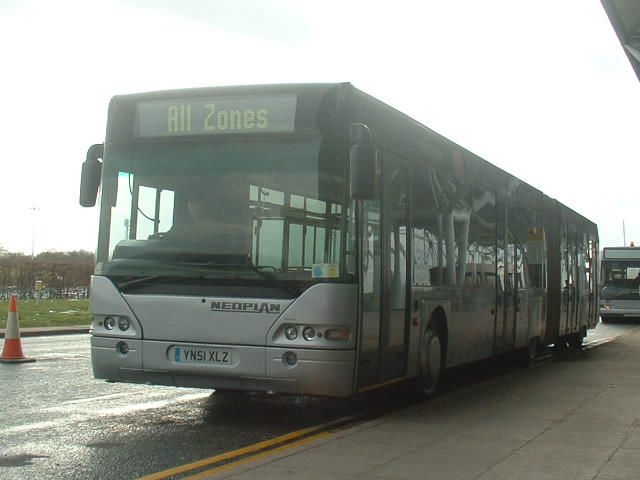
Högerstyrd Neoplan N4421 på London-Stansteds flygplats.
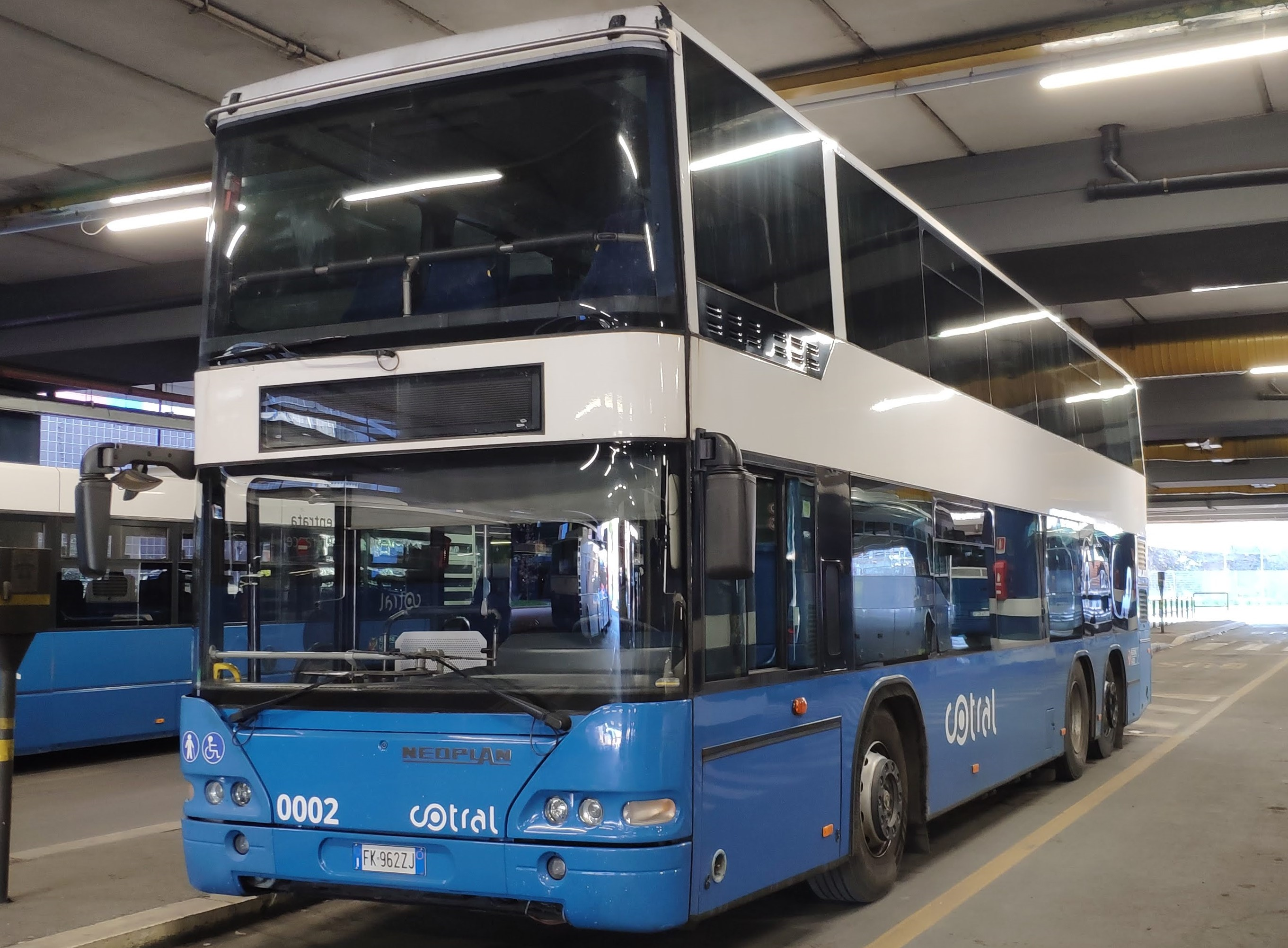
Neoplan N4426.

### Centroliner Evolution

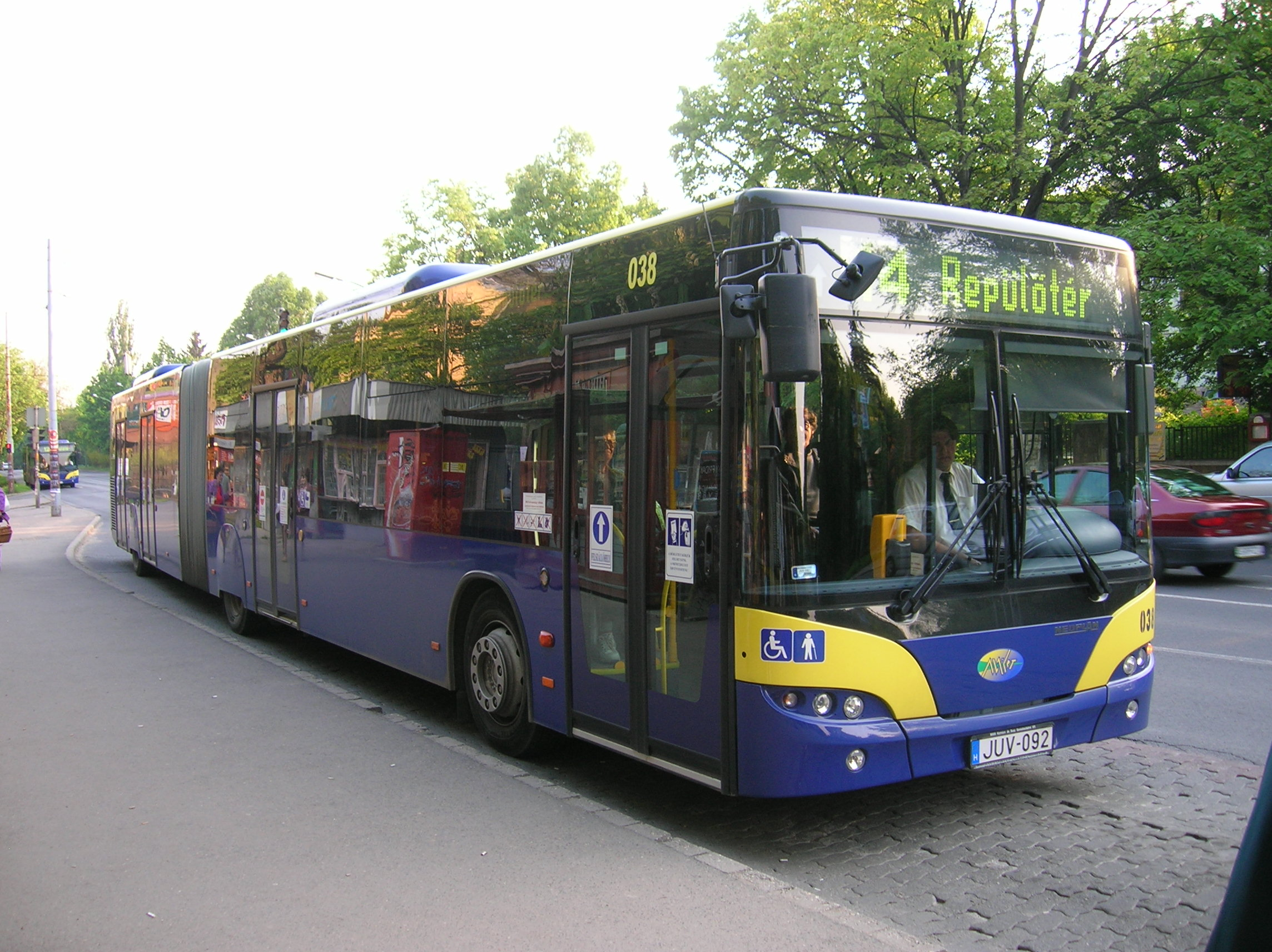
Neoplan N4522.
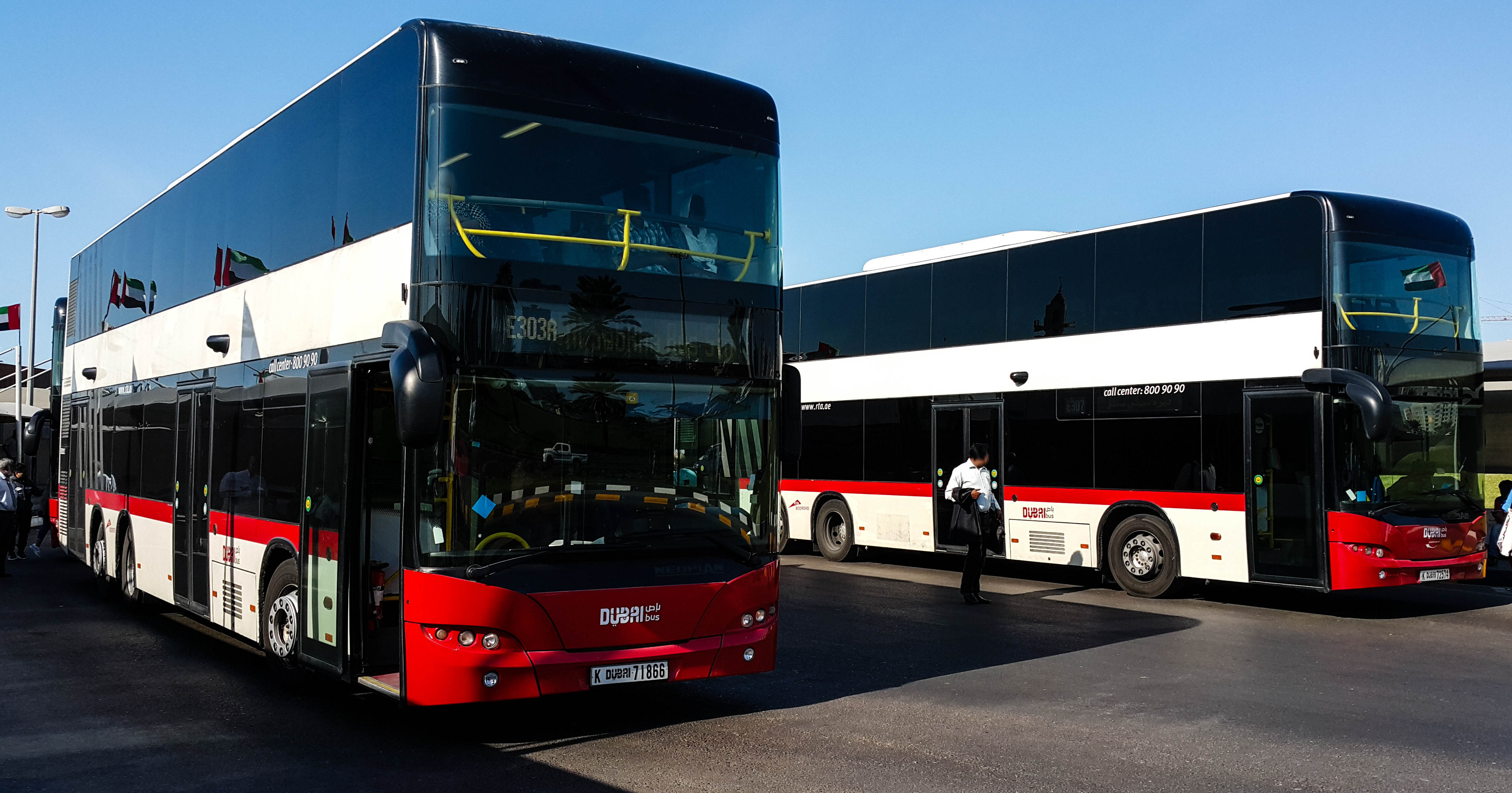
Neoplan N4526 i Dubai.